# FuG 200 Hohentwiel

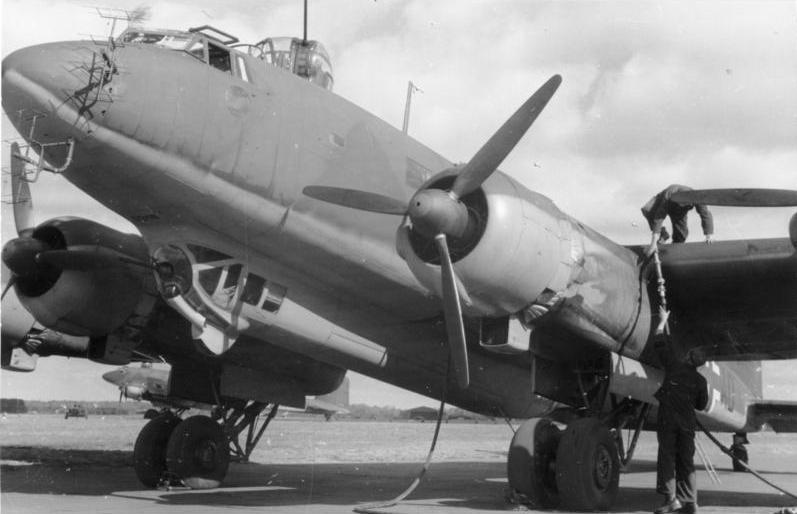
Dettaglio di un Focke-Wulf Fw 200 Condor dotato di radar FuG 200 Hohentwiel aria-superficie mentre si rifornisce a terra, luglio 1943.

Il FuG 200 Hohentwiel era un'apparecchiatura radar di ricerca ASV (Anti-Surface Vessel) costruito dall'azienda tedesca Lorenz negli anni quaranta ed usato da alcuni velivoli della Luftwaffe per la rilevazione di navi e per l'assistenza alla navigazione durante la seconda guerra mondiale.

## Descrizione tecnica
Il FuG 200 era costituito da un trasmettitore ad alta potenza che operava sulla frequenza dei 550 MHz, dotato di due valvole termoioniche, un ricevitore supereterodina, ed un tubo catodico. Il sistema di antenne consisteva in tre sezioni, una di trasmissione e due di ricezione. L'antenna di trasmissione consisteva di otto dipoli a mezza lunghezza d'onda alimentati in serie ed accoppiati sulla stessa struttura, montati su una staffa nella parte anteriore della fusoliera e puntati in avanti rispetto alla linea di volo. Il ricevitore non aveva un amplificatore rf. Quando era collegato, tramite degli attuatori elettrici, le due antenne collocate a dritta ed a babordo della fusoliera si muovevano alternativamente di 30° rispetto alla linea di volo.
Nella parte inferiore a destra c'era una sezione con quattro manopole che servivano per le calibrazioni dell'apparecchiatura. L'interruttore superiore serviva per accendere e spegnere l'apparecchiatura. La manopola inferiore controllava il guadagno del ricevitore. La levetta di destra era autocentrante e serviva per la registrazione fine della frequenza mentre quella di sinistra era utilizzata quando si superavano i 2 000 m di altezza.
La scala delle distanze incisa sul vetro dello schermo del tubo catodico coincideva con la base dei tempi verticale ed era calibrata da zero a 150 km ad intervalli di 10 km, intervalli che diventavano progressivamente più piccoli all'avvicinarsi del fondo scala. A causa dell'eco dal suolo, le letture non risultavano soddisfacenti se ottenute ad una distanza minore di tre km. Per ovviare a questo problema, alcuni FuG 200 furono modificati dotandoli di un interruttore che permetteva di ingrandire la scala in modo che le distanze potessero essere lette ad intervalli di 50 m.
Poiché l'apparecchiatura era fornita di un telecomando, l'apparato ricevente ed il trasmettitore non erano probabilmente accessibili durante il volo.
Per il bombardamento notturno i risultati migliori sono stati ottenuti tramite l'uso concomitante del FuG 200 Hohentwiel, del sistema di navigazione X-Gerät e degli altimetri FuG 101, FuG 101 A, o FuG 103.

## Velivoli sui quali era installato
Germania
- Dornier Do 217
- Focke-Wulf Fw 200 C-4
- Heinkel He 111
- Junkers Ju 88 A-6
- Junkers Ju 188 D-2
- Junkers Ju 290 A-2
- Junkers Ju 390 V1
- Messerschmitt Me 410 B-6